# Killer World Tour
Killer World Tour es la gira que inició la banda de heavy metal, Iron Maiden, en apoyo de su segundo álbum de estudio, Killers. Se presentó en varios países de Europa, así como en Japón, Estados Unidos y Canadá; a partir del 17 de febrero de 1981 hasta el 23 de diciembre de 1981. El recorrido es notable por incluir la gira en los Estados Unidos.
Fue también la última gira con Paul Di'Anno, quien fue despedido tras el concierto realizado en Dinamarca en el día 10 de septiembre, siendo reemplazado por Bruce Dickinson, realizandó una breve serie de conciertos antes de la grabación del álbum The Number of the Beast.

## Giras

### Killer World Tour, Reino Unido
| Fecha      | Ciudad                          | Lugar                          |
| ---------- | ------------------------------- | ------------------------------ |
| 17/02/1981 | Ipswich, Inglaterra             | Gaumont Hall                   |
| 18/02/1981 | Norwich, Inglaterra             | Universidad de Anglia del Este |
| 19/02/1981 | Oxford, Inglaterra              | New Theatre                    |
| 20/02/1981 | Lancaster, Inglaterra           | Universidad de Lancaster       |
| 21/02/1981 | Derby, Inglaterra               | Assembly Rooms                 |
| 22/02/1981 | Mánchester, Inglaterra          | Apollo Theatre                 |
| 23/02/1981 | Hanley, Inglaterra              | Victoria Hall                  |
| 24/02/1981 | Dunstable, Inglaterra           | Queensway Hall                 |
| 26/02/1981 | Guildford, Inglaterra           | Civic Hall                     |
| 27/02/1981 | Bristol, Inglaterra             | Colston Hall                   |
| 28/02/1981 | Taunton, Inglaterra             | Odeon                          |
| 01/03/1981 | Bournemouth, Inglaterra         | Odeon                          |
| 02/03/1981 | Southampton, Inglaterra         | Gaumont Theatre                |
| 04/03/1981 | Bradford, Inglaterra            | St George's Hall               |
| 05/03/1981 | Liverpool, Inglaterra           | Empire Theatre                 |
| 06/03/1981 | Middlesbrough, Inglaterra       | Royal Court                    |
| 07/03/1981 | Newcastle upon Tyne, Inglaterra | City Halls                     |
| 08/03/1981 | Glasgow, Escocia                | Apollo Theatre                 |
| 09/03/1981 | Edimburgo, Escocia              | Odeon Theatre                  |
| 10/03/1981 | Sheffield, Inglaterra           | City Hall                      |
| 12/03/1981 | Birmingham, Inglaterra          | Odeon                          |
| 13/03/1981 | Cambridge, Inglaterra           | Corn Exchange                  |
| 14/03/1981 | Bracknell, Inglaterra           | Leisure Centre                 |
| 15/03/1981 | Londres, Inglaterra             | Hammersmith Odeon              |

### Killer World Tour, Europa
| Fecha      | Ciudad                       | Lugar                           |
| ---------- | ---------------------------- | ------------------------------- |
| 18/03/1981 | Lille, Francia               | Palais St. Sauveur              |
| 19/03/1981 | El Havre, Francia            | (Sin saber)                     |
| 20/03/1981 | Reims, Francia               | Maison des Sports               |
| 21/03/1981 | París, Francia               | Le Bataclan                     |
| 22/03/1981 | París, Francia               | Le Bataclan                     |
| 23/03/1981 | Lyon, Francia                | Palais D'Hiver                  |
| 24/03/1981 | Miramas, Francia             | Salle des Fêtes                 |
| 25/03/1981 | Tolón, Francia               | Patinoire Vert Côteau           |
| 26/03/1981 | Niza, Francia                | Théâtre de Verdure              |
| 27/03/1981 | Montpellier, Francia         | Palais des Sports               |
| 30/03/1981 | Milán, Italia                | Rolling Stone                   |
| 31/03/1981 | Reggio Emilia, Italia        | Palazzetto dello Sport          |
| 01/04/1981 | Brescia, Italia              | (Sin saber)                     |
| 02/04/1981 | Gorizia, Italia              | (Sin saber)                     |
| 03/04/1981 | Turín, Italia                | (Sin saber)                     |
| 05/04/1981 | Zúrich, Suiza                | Volkshaus                       |
| 06/04/1981 | Múnich, Alemania             | (Sin saber)                     |
| 07/04/1981 | Fráncfort del Meno, Alemania | (Sin saber)                     |
| 08/04/1981 | Colonia, Alemania            | (Sin saber)                     |
| 09/04/1981 | Offenbach del Meno, Alemania | Stadthalle                      |
| 10/04/1981 | Berlín, Alemania             | Huxley's Neue Welt (Cancelado)  |
| 12/04/1981 | Wurzburgo, Alemania          | (Sin saber)                     |
| 13/04/1981 | Mannheim, Alemania           | (Sin saber)                     |
| 14/04/1981 | Villingen, Alemania          | (Sin saber)                     |
| 15/04/1981 | Karlsruhe, Alemania          | (Sin saber)                     |
| 16/04/1981 | Erlangen, Alemania           | (Sin saber)                     |
| 17/04/1981 | Estrasburgo, Francia         | Hall Tivoli                     |
| 18/04/1981 | Mulhouse, Francia            | Palais des Fêtes                |
| 19/04/1981 | Douvaine, Francia            | Salle de la Bulle               |
| 20/04/1981 | Saarbrücken, Alemania        | Festival                        |
| 21/04/1981 | Burdeos, Francia             | Colomiers Hall                  |
| 22/04/1981 | Burdeos, Francia             | Salle du Grand Parc (Cancelado) |
| 23/04/1981 | Orleans, Francia             | Rothonde                        |
| 24/04/1981 | Genk, Bélgica                | Limburghal                      |
| 25/04/1981 | Amberes, Bélgica             | Cine Roma                       |
| 26/04/1981 | Leiden, Países Bajos         | Stadsgehoorzaal                 |
| 27/04/1981 | Winschoten, Países Bajos     | De Klinker                      |
| 28/04/1981 | Nimega, Países Bajos         | De Vereeniging                  |
| 29/04/1981 | Bremen, Alemania             | Beat Club                       |
| 30/04/1981 | Hanóver, Alemania            | (Sin saber)                     |
| 02/05/1981 | Dortmund, Alemania           | (Sin saber)                     |
| 03/05/1981 | Hamburgo, Alemania           | Ernst-Merck-Halle               |
| 04/05/1981 | (Sin saber), Alemania        | (Sin saber) (Cancelado)         |
| 05/05/1981 | (Sin saber), Alemania        | (Sin saber) (Cancelado)         |
| 06/05/1981 | (Sin saber), Alemania        | (Sin saber) (Cancelado)         |
| 07/05/1981 | Lund, Suecia                 | Olympen (Cancelado)             |
| 08/05/1981 | Estocolmo, Suecia            | Göta Lejon (Cancelado)          |
| 09/05/1981 | Oslo, Noruega                | (Sin saber) (Cancelado)         |
| 10/05/1981 | Copenhague, Dinamarca        | Odd Fellow (Cancelado)          |

### Killer World Tour, Japón
| Fecha      | Ciudad        | Lugar                 |
| ---------- | ------------- | --------------------- |
| 21/05/1981 | Tokio, Japón  | Kosei Nenkin Hall     |
| 22/05/1981 | Osaka, Japón  | Festival Hall         |
| 23/05/1981 | Nagoya, Japón | Kosei Nenkin Hall     |
| 24/05/1981 | Tokio, Japón  | Nakano Sun Plaza Hall |

### Judas Priest - Point of Entry Tour, Estados Unidos
| Fecha      | Ciudad                                 | Lugar                              |
| ---------- | -------------------------------------- | ---------------------------------- |
| 03/06/1981 | Las Vegas, Nevada, Estados Unidos      | Aladdin Hotel                      |
| 04/06/1981 | Phoenix, Arizona, Estados Unidos       | Arizona Veterans Memorial Coliseum |
| 05/06/1981 | El Paso, Texas, Estados Unidos         | El Paso County Coliseum            |
| 06/06/1981 | Odessa, Texas, Estados Unidos          | Ector County Coliseum              |
| 07/06/1981 | Lubbock, Texas, Estados Unidos         | CityBank Coliseum                  |
| 08/06/1981 | McAllen, Texas, Estados Unidos         | Villa Real                         |
| 09/06/1981 | Laredo, Texas, Estados Unidos          | Civic Center                       |
| 10/06/1981 | San Antonio, Texas, Estados Unidos     | Arena                              |
| 11/06/1981 | University Park, Texas, Estados Unidos | Moody Coliseum                     |
| 13/06/1981 | Houston, Texas, Estados Unidos         | Coliseum                           |

### Killer World Tour, EUA - Canadá
| Fecha      | Ciudad                               | Lugar              |
| ---------- | ------------------------------------ | ------------------ |
| 14/06/1981 | Detroit, Míchigan, Estados Unidos    | Harpo's            |
| 19/06/1981 | Toronto, Canadá                      | Concert Hall       |
| 21/06/1981 | Montreal, Canadá                     | Le Club            |
| 22/06/1981 | Milwaukee, Wisconsin, Estados Unidos | Summerfest Benefit |
| 26/06/1981 | Lynwood, Illinois, Estados Unidos    | Point East         |

### Judas Priest - Point of Entry Tour, Estados Unidos
| Fecha      | Ciudad                                         | Lugar                             |
| ---------- | ---------------------------------------------- | --------------------------------- |
| 27/06/1981 | Cleveland, Ohio, Estados Unidos                | Agora Theater                     |
| 28/06/1981 | Largo, Maryland, Estados Unidos                | Capitol Center                    |
| 01/07/1981 | Asbury Park, Nueva Jersey, Estados Unidos      | Asbury Park Convention Hall]      |
| 02/07/1981 | Salisbury, Maryland, Estados Unidos            | Civic Center                      |
| 03/07/1981 | Norfolk, Virginia, Estados Unidos              | Scope                             |
| 04/07/1981 | Pittsburgh, Pensilvania, Estados Unidos        | Stanley Theater                   |
| 07/07/1981 | Myrtle Beach, Carolina del Sur, Estados Unidos | Civic Center                      |
| 09/07/1981 | Atlanta, Georgia, Estados Unidos               | Fox Theater                       |
| 10/07/1981 | Johnson City, Tennessee, Estados Unidos        | Freedom Hall                      |
| 11/07/1981 | Memphis, Tennessee, Estados Unidos             | North Hall                        |
| 12/07/1981 | Trotwood, Ohio, Estados Unidos                 | Hara Arena                        |
| 15/07/1981 | Johnstown, Pensilvania, Estados Unidos         | Cambria County War Memorial Arena |
| 16/07/1981 | Buffalo, Nueva York, Estados Unidos            | Shea's Theater                    |
| 17/07/1981 | Rochester, Nueva York, Estados Unidos          | Auditorium Theater                |
| 18/07/1981 | Syracuse, Nueva York, Estados Unidos           | Landmark Theater                  |
| 19/07/1981 | Albany, New York, Estados Unidos               | Palace Theatre                    |
| 21/07/1981 | Nueva York, Estados Unidos                     | Palladium                         |
| 22/07/1981 | Nueva York, Estados Unidos                     | Palladium                         |
| 23/07/1981 | Nueva York, Estados Unidos                     | Palladium                         |
| 24/07/1981 | Nueva York, Estados Unidos                     | Palladium                         |
| 25/07/1981 | New Haven, Connecticut, Estados Unidos         | Coliseum                          |
| 26/07/1981 | Allentown, Pensilvania, Estados Unidos         | Fairgrounds                       |
| 28/07/1981 | Boston, Massachusetts, Estados Unidos          | Orpheum Theater                   |
| 29/07/1981 | Baltimore, Maryland, Estados Unidos            | Civic Center                      |
| 30/07/1981 | Filadelfia, Pensilvania, Estados Unidos        | Tower Theater                     |

### UFO Tour - Estados Unidos
| Fecha      | Ciudad                                     | Lugar            |
| ---------- | ------------------------------------------ | ---------------- |
| 01/08/1981 | San Bernardino, California, Estados Unidos | Swing Auditorium |
| 02/08/1981 | Long Beach, California, Estados Unidos     | Long Beach Arena |

### Killer World Tour, Europa
| Fecha      | Ciudad                | Lugar                    |
| ---------- | --------------------- | ------------------------ |
| 15/08/1981 | Stuttgart, Alemania   | Camstadter Wasen         |
| 16/08/1981 | Núremberg, Alemania   | Zeppelinfeld             |
| 22/08/1981 | Baarlo, Países Bajos  | Sport Park               |
| 23/08/1981 | Darmstadt, Alemania   | Böllenfalltor Stadion    |
| 26/08/1981 | Fréjus, Francia       | Arenes                   |
| 27/08/1981 | Cap d'Agde, Francia   | Arenes                   |
| 29/08/1981 | Bayona, Francia       | Arenes                   |
| 31/08/1981 | Annecy, Francia       | Stadium                  |
| 01/09/1981 | Orange, Francia       | Théâtre antique d'Orange |
| 06/09/1981 | Belgrado, Yugoslavia  | HippodRoma               |
| 08/09/1981 | Estocolmo, Suecia     | Draken                   |
| 09/09/1981 | Lund, Suecia          | Olympen                  |
| 10/09/1981 | Copenhague, Dinamarca | Odd Fellow               |
| 26/10/1981 | Bolonia, Italia       | Palasport                |
| 27/10/1981 | Roma, Italia          | Theatro Tenda            |
| 28/10/1981 | Florencia, Italia     | Theatro Tenda            |
| 29/10/1981 | Padua, Italia         | Palasport                |
| 30/10/1981 | Milán, Italia         | Theatro Tenda            |
| 15/11/1981 | Londres, Inglaterra   | Rainbow Theatre          |

### Genghis Khan UK Tour, Reino Unido
| Fecha      | Ciudad              | Lugar                                  |
| ---------- | ------------------- | -------------------------------------- |
| 23/12/1981 | Londres, Inglaterra | The Ruskin Arms (Concierto en secreto) |

## Lista de canciones
| 1. "The Ides of March" (Intro) 2. "Wrathchild" 3. "Purgatory" 4. "Sanctuary" 5. "Remember Tomorrow" 6. "Another Life" - "Solo batería" 1. "Genghis Khan" 2. "Killers" 3. "Innocent Exile" 4. "Murders in the Rue Morgue" 5. "Twilight Zone" 6. "Phantom of the Opera" 7. "Iron Maiden" 8. "Running Free" 9. "Transylvania" 10. "Solo de guitarra" 11. "Drifter" 12. "Prowler" | Temas que se incluyeron en varias de sus presentaciones. 1. "Strange World" 2. "I've Got The Fire" |

## Integrantes
- Steve Harris - bajo
- Paul Di'Anno - voz (hasta el 10 de septiembre de 1981)
- Bruce Dickinson - voz (desde el 26 de octubre de 1981)
- Dave Murray - guitarra
- Adrian Smith - guitarra
- Clive Burr - batería
- Eddie the Head - icono